# L'Œuvre (association)
L'Œuvre, abrégé ŒV est une association de Suisse romande, fondée en 1913 comme la section francophone du Schweizerischer Werkbund (de) de Zurich avec comme objectif de « favoriser la collaboration entre l'art et l'industrie ».

## Histoire
Le 21 septembre 1913, une circulaire est signée à Lausanne par les membres d'un groupe d'initiative. Elle précède l'acte constitutif de l'association qui sera signée à l'automne à Yverdon-les-Bains par plusieurs personnes, parmi lesquelles Charles L'Eplattenier et Alfred Altherr. Le Corbusier participa également à la fondation de l'association, mais la quitta en 1918. 
En 1914, l'association, qui occupe alors les Ateliers d'art réunis, à La Chaux-de-Fonds, lance, en collaboration avec Fédération des architectes suisses, la revue Werk ainsi qu'un Bulletin mensuel.
Dans les années 1950-1960, l'Œuvre se rapprocha progressivement de son pendant suisse-allemand jusqu'à en devenir un simple groupe régional en 2003.

## Source
- Daniela Ball, « Œuvre, L' (ŒV) » dans le Dictionnaire historique de la Suisse en ligne, version du 25 septembre 2014.